# Преференциальная зона
Преференциальная зона (фр. préférence — предпочтение) — первая из шести стадий международной экономической интеграции. Представляет собой объединение стран, в которых, в межстрановой торговле, снижены или отменены таможенные пошлины на определенные ввозимые товары.

## Цели создания
Существует несколько целей создания преференциальной зоны:
- расширение экономического пространства;
- снижение или отмена таможенных пошлин для обеспечения благоприятных условий для сотрудничества стран в различных сферах, например, в производстве;
- приложение общих усилий для решения экономических и социальных проблем;
- определение политики в отношении третьих стран

## Процесс
На первом уровне, когда страны еще только делают первые шаги к взаимному сближению, между ними заключаются преференциальные торговые соглашения. Такие соглашения могут подписываться либо на двусторонней основе между отдельными государствами, либо между уже существующей интеграционной группировкой и отдельной страной или группой стран. В соответствии с ними страны предоставляют более благоприятный режим друг другу, чем они предоставляют третьим странам. В известном смысле это отход от принципа наибольшего благоприятствования, который санкционирован ГАТТ/ВТО в рамках так называемых временных соглашений, ведущих к образованию таможенного союза. Преференциальные соглашения, предусматривающие сохранение национальных таможенных тарифов каждой из подписавших их стран, должны рассматриваться даже не как начальный, а как подготовительный этап интеграционного процесса, который становится таковым, только когда приобретает более развитые формы. Никаких межгосударственных органов для управления преференциальными соглашениями не создается.

## Предпосылки для успешного функционирования
Успешное функционирование преференциальных зон обеспечивается рядом факторов:
- наличие исторически сложившихся связей между членами такой зоны;
- отлично развитая взаимная торговля;
- наличие хорошо развитых рыночных механизмов,
- наличие обрабатывающей промышленности и достаточных производительных сил;
- общность задач в сфере развития и финансирования, которые стоят перед странами-участниками;
- политическая и религиозная близость населения двух государств;
- отсутствие резких противоречий в системе мировоззрения и духовных ценностей;
- одинаковый уровень демократизации;
- географическая близость стран.

## Список льготных торговых зон
Зона свободной торговли — это, по сути, зона преференциальной торговли с увеличенной глубиной и масштабами снижения тарифов. Все зоны свободной торговли, таможенные союзы, общие рынки, экономические союзы, таможенные и валютные союзы и экономические и валютные союзы считаются продвинутыми формами ЗПТ, но они не перечислены ниже.

### Мультилатерализм
Организация экономического сотрудничества (ОЭС) (1992 г.)
Обобщенная система преференций
Глобальная система торговых преференций между развивающимися странами (ГСТП) (1989 г.)
Латиноамериканская ассоциация интеграции (LAIA/ALADI) (1981)
Меланезийская инициативная группа (MSG) (1994)
Протокол о торговых переговорах (ПТС) (1973 г.)
Южнотихоокеанское соглашение о региональной торговле и экономическом сотрудничестве (СПАРТЕКА) (1981 г.)